# Clim'City
Clim'City, ou Clim'Way est à l'origine un projet basé sur un site web qui se compose d'une exposition virtuelle sur la lutte contre le réchauffement climatique et d'un jeu gratuit jouable en ligne. Clim'City était hébergé sur le site du CCSTI Cap Sciences Aquitaine. 
Il a été décliné en deux autres version, Clim Way Paris et Climway Martinique.
- L'exposition virtuelle permet d'étudier l'impact des différents aspects de notre économie sur l'environnement.
- Le jeu propose de jouer le rôle d'un décideur qui va devoir élaborer un plan climat, compte tenu des efforts que peuvent fournir les différents acteurs de la société (citoyens, entreprises...)

Ce jeu a reçu un fort soutien de la part d'éléments de la communauté éducative telles que l'ENS-Lyonou l'UNIGE, d'associations pour l'environnement, et de nombreux autres organismes de par la démarche qu'il induit au niveau pédagogique. Il a fait l'objet d'une fiche didactique établi par Thomas Longeonet d'une fiche eduscol.
Le jeu est toujours disponible sur un site d'archives du web (https://flashpointproject.github.io) et jouable en ligne à l'adresse suivante :
https://ooooooooo.ooo/static/?460118a8-9a22-4d79-b465-e15bbdf59358
Disponible à l'origine sur le serveur du CESTI et des 2 autre splateformes (Martinique et Paris), il l'est toujours pour modification sur le site ci-dessus
Il a ainsi été repris en 2023 par une équipe autour de Philippe Roy qui tente de le relancer en actualisant ses donnéesen créant une version Climway2.
Cette version est hébergée par forge.apps.education.fr  qui est un outil mis à disposition par la Direction du numérique pour l'éducation du ministère de l'Éducation nationale, et qui permet à quiconque ayant les compétences de collaborer pour permettre cette mise à niveau.
Le jeu est référencé au Center for Digital Games Research

## Le jeu
Le nom de Clim'City est inspiré de la célèbre série de jeux SimCity. 
La situation de départ est celle d'une ville en 2008, avec ses atouts et ses contraintes. Ses paramètres de consommation en énergie et de rejet en gaz à effet de serre sont calculés précisément pour être ceux d'une agglomération française type de 115 000 habitants[réf. nécessaire].
Sur le plateau représentant une ville et son environnement, le joueur dispose d'une série d'actions à financer et lancer pour infléchir les 4 courbes témoins de la crise climatique.

### Objectifs
Le jeu consiste à choisir judicieusement les mesures écologiques à appliquer pour satisfaire aux exigences du plan climat. En 50 ans (de 2008 à 2058), il faut :
- réduire d'au moins 75 % les émissions de gaz à effet de serre ;
- réduire d'au moins 40 % la dépense en énergie ;
- produire au moins 60 % de l'énergie par des sources renouvelables ;
- réaliser au moins 20 actions d'adaptation au changement climatique.

### Progression
Chaque action en faveur du changement climatique requiert des efforts sous forme d'investissements, d'incitations et de changements d'habitude ayant des coûts sur 3 plans (pouvoirs publics, entreprises, particuliers) . Le jeu commence en 2008 et une année correspond à un tour. Au début du jeu et à chaque tour, le joueur dispose d'un certain nombre de points correspondant aux efforts que chaque partie (pouvoirs publics, entreprises, particuliers) peut fournir. Ces crédits sont renouvelés chaque année (perception des impôts, temps donné par les bénévoles, entreprises voyant les risques et leur intérêt sur le plan économique.
Le joueur dispose de graphiques permettant de voir l'évolution des différents points. 
Des problèmes, voire des catastrophes surviennent de façon aléatoire au fur et à mesure du réchauffement de la planète.

## L'exposition virtuelle
L'exposition virtuelle reprend le même décor que le jeu mais associe à chaque élément de l'économie de Clim'City l'ensemble des problématiques environnementales et énergétiques liées à cet élément. Les informations hiérarchisées comprennent un texte court et une vidéo.
L'ensemble des panneaux d'information et des vidéos constituer un corpus intéressant pour la formation des élèves au réchauffement de la planète. Dans un premier temps il peut les survoler puis s'y intéresse au fur et à mesure de ses essais et de ses échecs.
Il est disponible à partir des achives https://flashpointproject.github.io

## Conception
- Le projet a été lancé par l'institut Cap Sciences de Bordeaux. Les concepteurs ont fait appel à cinq scientifiques du GIEC, du CNRS et de l'INRA pour valider les scénarios climatiques qui peuvent se dérouler dans le jeu. Le projet total a employé trois personnes à temps plein et nécessité un budget de 150 000 €[15].

Le site https://flashpointproject.github.io qui est un projet d'archivage de jeux du web propose comme participants au projet (décideur , concepteurs) les personnes suivantes : Eric Gorman, Bernard Alaux et Jean-Alain Pigearias (Cap Sciences), Emily Le Rouzic, Benoit Santa Maria, Romain Faugeron, Frederic Jesson, Annabel Bluss. 
Il possède une archive fonctionnelle du code, contrairement au site https://flashmuseum.org qui se contentait d'offrir un émulateur. Celui ci a permis de jouer après la suppression du support de Flash Player, mais toujours à partir de ces serveurs existants de  Cap Sciences de Bordeaux, Carbet des Sciences de la Martinique, mairie de Paris. Une autre solution consistait à passer par un adon's de Firefox SWF to HTML qui utilise Ruffel.
Pour permettre le jeu, il passe par un frontend web expérimental, 9030 ou 000000000.000, qui utilise des acteurs open source tels que Ruffle et X-ITE comme émulateurs de Flash.
- Clim Way Paris[2] : 2023[19], Yann Françoise, Mairie de Paris,Responsable de la division Climat Energies et Sandra Guillaumot, Cheffe de cabinet de l’Adjointe à la Maire de Paris chargée de l’environnement.

- Climway Martinique[3]: CESTI Carbet des sciences, Fort de France